# Волонтер (присілок)
Волонте́р (рос. Волонтёр, чув. Волонтер) — присілок у складі Вурнарського району Чувашії, Росія. Входить до складу Буртасинського сільського поселення.
Населення — 74 особи (2010; 95 у 2002).
Національний склад:
- чуваші — 99 %